# Rovfugle
Rovfugle er traditionelt fugle i familierne af høge, falke og vestgribbe samt arterne fiskeørn og sekretærfugl. De har spidse, krumme kløer, et skarpt, krumt overnæb og et veludviklet syn. De lever som regel af rov, hvor deres byttedyr generelt er hvirveldyr, f.eks. mindre pattedyr eller andre fugle. På grund af deres levevis som rovdyr, oftest øverst i fødekæden, udsættes de i særlig grad for miljøgifte og menneskelig forfølgelse. Derfor kan bestandene af mange arter have særlige problemer, der falder ind under bevaringsøkologi. Engang omfattede rovfugle også ugler, og man skelnede mellem dagaktive og nataktive rovfugle. Mange fuglearter kan betragtes helt eller delvist som rovdyr, men normalt anvendes ordet "rovfugl" kun om fuglene i familierne nævnt ovenfor.

## Fællestræk
Arterne har kraftige bryst- og vingemuskler til at bevæge vingerne med. Samtidig er næsten hele kroppen dækket af fjer, der gør den glat og strømlinet. Knoglerne er meget lette og ofte hule, hvilket gør vægten mindre. Samlet set gør det rovfuglene til eminente flyvere. Når de jager, udnytter rovfuglene deres skarpe sanser, særligt synet og hørelsen. Ligesom ugler gylper rovfugle klumper af ufordøjet føde op. Deres kløer og næb er tit forholdsvis store og kraftige og tilpassede til at flå kød. For mange arters vedkommende er hunnerne betydeligt større end hannerne.
Almindeligt hos rovfuglene er stærke fødder til at gribe og holde om byttet, de såkaldte "fangere". Fangerne kan klemme så stærkt om byttet, at det dræbes. Gribbe mangler dog denne egenskab, da de normalt lever af ådsler. Det store og stærkt krumme næb anvendes til at flå byttet. Rovfugle jager normalt hvirveldyr, som sædvanligvis er forholdsvis store i forhold til rovfuglens egen størrelse. De fleste tager også ådsler, og kondorer og gribbe har ådsler som deres hovedernærig.

## Definition
Taget bogstaveligt har begrebet "rovfugl" en bred betydning, som omfatter mange fugle der lever af dyr, og også fugle, som æder små insekter. I ornitologien, og definitionen brugt her, har begrebet en mere snæver betydning omfattende de fuglegrupper, der er nævnt i indledningen. Denne smallere definition udelukker for eksempel storke og mågefugle, som kan tage temmelig store fisk. Disse fugle bruger udelukkende næbbet til at fange og dræbe deres bytte med. Ligeledes er fugleædende kjover, fiskeædende pingviner og hvirveldyrsædende latterfugle ikke inkluderet under begrebet rovfugle.
Ugler har mange træk tilfælles med rovfuglene, f.eks det krumme næb, men modsat uglerne jager rovfuglene oftest om dagen. De to grupper er kun fjernt beslægtede, men deres udvikling har været konvergent og tilpasset dem begge til en jagende livsstil.

## Klassifikation
Rovfugle er formelt klassificerede i fem familier i ordnerne Falconiformes og Accipitriformes. Tidligere var alle rovfugle samlet i ordnen Falconiformes, men nyere DNA-studier tyder på, at falke og caracaraer er nærmere beslægtet med papegøjer og spurvefugle end med resten af rovfuglene. Muligvis skal også vestgribbene (Cathartidae) betragtes som en selvstændig orden, Cathartiformes.
- Accipitridae: Høge, ørne, glenter, våger, den gamle verdens gribbe med flere.
- Pandionidae: Kun fiskeørn (nogle gange klassificeret under Accipitridae).
- Sagittariidae: Kun sekretærfugl (nogle gange klassificeret under Accipitridae).
- Cathartidae: Amerikanske gribbe og kondorer.
- Falconidae: Falke og caracaraer.

De traditionelle navne for de forskellige grupper, eksempelvis høge, ørne, våger, gribbe og glenter, er mere baseret på fuglenes udseende end på deres slægtsskab. Navnene er derfor ikke altid samstemmende med den systematiske klassifikation.